# Muyal Jol
Muyal Jol était le sixième dirigeant de Copán. Il régna de 485 à sa mort en 504.